# Bracciatello
Il bracciatello (brazadèl) è un tipico prodotto da forno romagnolo. È diffuso in area faentina-forlivese e nella zona collinare che va da Morciano fino a sconfinare nella provincia di Pesaro.

## Descrizione
Preparato con farina, uova ed eventualmente anche zucchero, prima si tuffa in acqua bollente, poi si passa nel forno, normalmente quello del pane, dopo averlo pennellato con albume d'uovo che dà il caratteristico aspetto lucido. A Morciano e zone vicine contiene molto uovo, è senza zucchero, e gli vengono praticati numerosi tagli in superficie prima del passaggio in forno, dandogli un caratteristico aspetto finale. Nella zona di Forlì-Faenza-Castelbolognese è senza uova, con una modesta quantità di zucchero e contiene sia lievito da pane (lievito madre o di birra) sia bicarbonato. A forma di ciambella, qualche volta contiene al centro un uovo sodo intero intrappolato nella pasta. Di colore giallo e consistenza solida e filamentosa, tradizionalmente si mangia da solo o insieme a salumi. Viene preparato in occasione delle feste pasquali e in alcune zone è tradizione farlo benedire da un sacerdote per mangiarlo la mattina della domenica di Pasqua.
A Castel Bolognese vengono prodotti i brazadèl d’la cros, ciambelle con una croce all'interno, e ogni anno gli si dedica una sagra. 
Nella zona di Cesena questo prodotto non è presente, ma con lo stesso nome si intende un prodotto locale assai diverso, consistente in un biscotto molto leggero e dolce (bracciatello cesenate), tradizionalmente offerto in occasione delle cresime e delle nascite.
A Cattolica è diffuso un dolce simile chiamato ciaramina.
Il Lunedì di Pasqua a Bocconi (Portico e San Benedetto) è oggetto di una sagra.